# Quattro Giorni di Dunkerque 1963
La Quattro Giorni di Dunkerque 1963, nona edizione della corsa, si svolse dall'8 al 12 maggio su un percorso di 963 km ripartiti in 5 tappe (la quinta suddivisa in due semitappe), con partenza a Parigi e arrivo a Dunkerque. Fu vinta dal belga Jef Planckaert della Faema-Flandria davanti al tedesco Hans Junkermann e al belga André Messelis.

## Tappe
| Tappa  | Data      | Percorso                                         | km  | Vincitore di tappa | Leader cl. generale |
| ------ | --------- | ------------------------------------------------ | --- | ------------------ | ------------------- |
| 1ª     | 8 maggio  | Parigi > Valenciennes                            | 230 | Henri De Wolf      | Henri De Wolf       |
| 2ª     | 9 maggio  | Valenciennes > Dunkerque                         | 190 | Robert Lelangue    | Henri De Wolf       |
| 3ª     | 10 maggio | Dunkerque > Dunkerque                            | 201 | Gilbert Desmet     | Hans Junkermann     |
| 4ª     | 11 maggio | Dunkerque > Dunkerque                            | 196 | Gilbert Desmet     | Hans Junkermann     |
| 5ª-1ª  | 12 maggio | Dunkerque > Boulogne-sur-Mer                     | 120 | Frans Melckenbeeck | Hans Junkermann     |
| 5ª-2ª  | 12 maggio | Boulogne-sur-Mer > Dunkerque (cron. individuale) | 26  | Jef Planckaert     | Jef Planckaert      |
| Totale | Totale    | Totale                                           | 963 |                    |                     |

## Dettagli delle tappe

### 1ª tappa
- 8 maggio: Parigi > Valenciennes – 230 km

| Pos. | Corridore         | Squadra  | Tempo    |
| ---- | ----------------- | -------- | -------- |
| 1    | Henri De Wolf     | Solo     | 5h33'27" |
| 2    | Roger De Breucker | Solo     | s.t.     |
| 3    | Édouard Delberghe | Pelforth | s.t.     |

| Pos. | Corridore     | Squadra | Tempo |
| ---- | ------------- | ------- | ----- |
| 1    | Henri De Wolf | Solo    |       |

### 2ª tappa
- 9 maggio: Valenciennes > Dunkerque – 190 km

| Pos. | Corridore       | Squadra       | Tempo    |
| ---- | --------------- | ------------- | -------- |
| 1    | Robert Lelangue | Solo          | 5h15'18" |
| 2    | Robert Cazala   | Mercier       | s.t.     |
| 3    | Ab Geldermans   | Saint-Raphaël | s.t.     |

| Pos. | Corridore     | Squadra | Tempo |
| ---- | ------------- | ------- | ----- |
| 1    | Henri De Wolf | Solo    |       |

### 3ª tappa
- 10 maggio: Dunkerque > Dunkerque – 201 km

| Pos. | Corridore          | Squadra | Tempo    |
| ---- | ------------------ | ------- | -------- |
| 1    | Gilbert Desmet     | Wiel's  | 5h20'45" |
| 2    | Luis Otaño Arcelus | Margnat | a 1'05"  |
| 3    | Jos Wouters        | Solo    | a 1'12"  |

| Pos. | Corridore       | Squadra | Tempo |
| ---- | --------------- | ------- | ----- |
| 1    | Hans Junkermann | Wiel's  |       |

### 4ª tappa
- 11 maggio: Dunkerque > Dunkerque – 196 km

| Pos. | Corridore        | Squadra  | Tempo    |
| ---- | ---------------- | -------- | -------- |
| 1    | Gilbert Desmet   | Wiel's   | 5h31'29" |
| 2    | Tom Simpson      | Peugeot  | s.t.     |
| 3    | Joseph Groussard | Pelforth | a 1"     |

| Pos. | Corridore       | Squadra | Tempo |
| ---- | --------------- | ------- | ----- |
| 1    | Hans Junkermann | Wiel's  |       |

### 5ª tappa - 1ª semitappa
- 12 maggio: Dunkerque > Boulogne-sur-Mer – 120 km

| Pos. | Corridore          | Squadra   | Tempo    |
| ---- | ------------------ | --------- | -------- |
| 1    | Frans Melckenbeeck | Mercier   | 3h30'06" |
| 2    | Jos Wouters        | Solo      | s.t.     |
| 3    | Mario Minieri      | Salvarani | s.t.     |

| Pos. | Corridore       | Squadra | Tempo |
| ---- | --------------- | ------- | ----- |
| 1    | Hans Junkermann | Wiel's  |       |

### 5ª tappa - 2ª semitappa
- 12 maggio: Boulogne-sur-Mer > Dunkerque (cron. individuale) – 26 km

| Pos. | Corridore      | Squadra | Tempo  |
| ---- | -------------- | ------- | ------ |
| 1    | Jef Planckaert | Faema   | 36'54" |
| 2    | Raymond Elena  | Margnat | a 4"   |
| 3    | Gilbert Desmet | Wiel's  | a 23"  |

| Pos. | Corridore       | Squadra | Tempo     |
| ---- | --------------- | ------- | --------- |
| 1    | Jef Planckaert  | Faema   | 25h50'48" |
| 2    | Hans Junkermann | Wiel's  | a 52"     |
| 3    | André Messelis  | Wiel's  | a 2'20"   |

## Classifiche finali

### Classifica generale
| Pos. | Corridore         | Squadra                     | Tempo     |
| ---- | ----------------- | --------------------------- | --------- |
| 1    | Jef Planckaert    | Faema-Flandria              | 25h50'48" |
| 2    | Hans Junkermann   | Wiel's-Groen Leeuw          | a 52"     |
| 3    | André Messelis    | Wiel's-Groen Leeuw          | a 2'20"   |
| 4    | François Mahé     | Pelforth-Sauvage-Lejeune    | a 2'27"   |
| 5    | Roger De Breucker | Solo-Terrot-Van Steenbergen | a 2'51"   |
| 6    | Raymond Elena     | Margnat-Paloma-Dunlop       | a 3'05"   |
| 7    | Édouard Delberghe | Pelforth-Sauvage-Lejeune    | a 3'21"   |
| 8    | Henri De Wolf     | Solo-Terrot-Van Steenbergen | a 3'27"   |
| 9    | Pierre Everaert   | Saint-Raphaël               | a 3'44"   |
| 10   | Marcel Ongenae    | Faema-Flandria              | a 4'00"   |